# Andrena annectens
Andrena annectens är en biart som beskrevs av Ribble 1968. Andrena annectens ingår i släktet sandbin, och familjen grävbin. Inga underarter finns listade i Catalogue of Life.